# Céou
Céou – rzeka we Francji, przepływająca przez tereny departamentów Lot i Dordogne, o długości 55,1 km. Stanowi dopływ rzeki Dordogne.